# Det går som en dans 2
Det går som en dans 2 släpptes 1973 och är debutalbumet från det svenska dansbandet Curt Haagers. Albumet gavs ut på skivbolaget EMI i serien Det går som en dans, med flera dansbandsalbum. Den 24 oktober 2007 återutgavs albumet på CD i Svenska dansbandsserien, då med spår 13-24 som bounusspår.

## Låtlista
1. Du borde tänka mer på din kära (You'd Better Take Time)
2. För ung (Too Young)
3. Va de fel av mej att ja sa de (Should I)
4. Man borde kanske inte alls bli kär (But I Do)
5. En sång om att ta adjö (Trying to Say Goodbye)
6. I've Been Hurt
7. Marie (Tale of Maria)
8. Jolly Bob
9. Donna
10. Kiviks marknad (Garden Party)
11. Love Me, Please Love Me (Ten Guitars)
12. Stopp
13. Här i din famn (My mother's Eyes)
14. En dans på rosor (Rose Garden)
15. The Minute You're Gone
16. Som en doft utav syren
17. Allt som var glömt
18. En kyss till godnatt
19. Martiza
20. Sjung oss din sång
21. Ta tillvara lyckans stunder (Take Good Care of My Baby)
22. Vinden har sin frihet
23. Vi får försöka glömma allt vi gjort Maria (I Didn't Mean to Love You so Good)